# Union athlétique gaillacoise
Maillots
Actualités
Dernière mise à jour : 12 septembre 2024.
L'Union athlétique gaillacoise (UA Gaillac) est un club de rugby à XV français, basé à Gaillac évoluant en Fédérale 1.

## Histoire

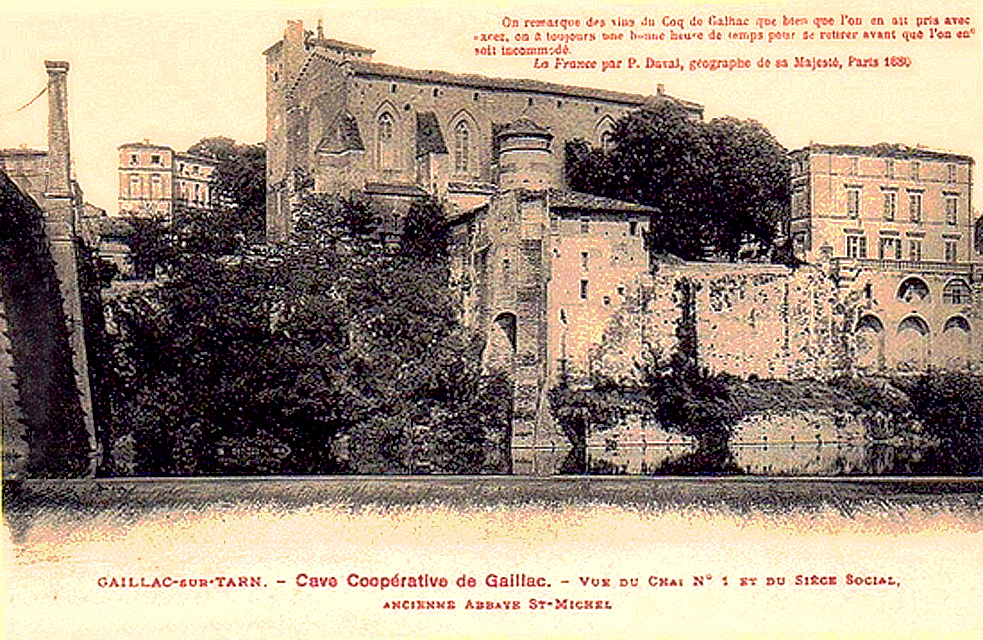
Gaillac au siècle dernier.

### Fondation du club
Le club est fondé en 1901 sous le nom de Stade gaillacois. Chronologiquement, il est le troisième club du département du Tarn. Ce sont les élèves du collège de la ville qui défendent ses couleurs au début. Paul Marchandeau en est le premier capitaine.
En 1905, premier changement de nom : Stade Athlétique gaillacois. Le club emménage à Laborie, dans ce qui est toujours son stade, en novembre 1909.
Le SAG remporte son premier titre (celui de 4e série des Pyrénées) en 1927. Il accède à la deuxième série cette année-là, en remporte le titre en 1929 et monte en 1e série.
La politique sportive du gouvernement de Vichy obligeant les villes de moins de 50 000 habitants à n’avoir qu’un seul club, le SAG est contraint de fusionner avec les autres sociétés sportives de la ville : l’US Gaillac est ainsi fondée en décembre 1940.
Après la guerre, le club devient l’Union Athlétique des Cheminots de Gaillac pendant deux années (1948-1950) avant de reprendre son ancienne dénomination et de réintégrer l’UAG omnisports.

### Ascension de l'UAG dans les années 1960 et 1970
Après quelques titres régionaux, le club accède à la troisième division (dite Excellence) en 1959. Il en atteint la finale en 1961 (défaite contre Figeac 3-10) et monte en deuxième division (dite la Fédérale).
Demi-finaliste du championnat de France de deuxième division en 1965, Gaillac est opposé à Bourgoin où Jacques Bouquet, son ouvreur, prive Gaillac de la finale.
Malgré cette place de demi-finaliste, Gaillac n'est pas autorisé à monter en première division.
En effet, les dernières places pour le championnat de France 1966 sont attribués à la discrétion du comité de direction de la FFR entre les demi-finaliste du championnat de France de deuxième division et les derniers de leur poule de première division.

#### Double vainqueur du challenge de l’Essor
Gaillac remporte 2 fois consécutivement le challenge de l’Essor.
En 1966, il dispose de Bagnères en finale tandis qu'en Championnat, il atteint les huitièmes de finale en 1966.
En 1967, Gaillac remporte pour la 2e année le Challenge de l'Essor battant Bergerac 13 à 5 en finale tandis qu'en Championnat, il reste invaincu pendant toute la phase qualificative. Cette invincibilité vaudra à Gaillac de recevoir en mars 1967 l'Ovale Cinzano rarement attribué à une équipe de 2e division.
Le parcours de Gaillac en championnat de France s'arrête de nouveau en 8e de finale après une défaite contre Carcassonne.

#### Vice-champion de France de deuxième division 1968
Le club obtient enfin l’accession en 1968, malgré une défaite en finale contre Saint-Jean-de-Luz (12-6) à Auch.
Parmi les 6 clubs du Tarn participant ainsi au championnat de France de première division 1969 de première division il y a Graulhet, Castres, Albi, Mazamet, Carmaux et Gaillac.

#### Gaillac dans l’élite du rugby français (1969-1974)
Il redescendra en groupe B lorsque l’élite est réduite à 32 club en 1974 puis remontera l’année suivante alors que l’élite est de nouveau élargie à 64 clubs.

#### Gaillac en première division groupe B (1976-1980)
À partir de la saison 1976, la première division est séparée en un groupe A et un groupe B de 40 clubs chacun.
Gaillac fréquente le groupe B avant de descendre en deuxième division en 1978 puis remonte la saison suivante pour un an en groupe B en 1980.

### Descente en deuxième division mais succès dans les catégories de jeunes
Pendant cette période de disette ce sont les jeunes qui maintiennent les couleurs du club au sommet, avec des titres de champions des Pyrénées chez les cadets et les juniors.

#### Double champion de France crabos 1983 et 1984
Gaillac remporte aussi deux titres consécutifs de champions de France en juniors Crabos en 1983 et 1984. Ces équipes juniors comptent notamment dans leurs rangs des joueurs comme Vincent Moscato et Bernard Laporte.

### Ascension vers le rugby professionnel

#### Arrivée de l’homme d’affaires Hubert Mauillon et montée en Fédérale 1
La remontée s’amorce en 2002 sous la houlette de Hubert Mauillon, homme d'affaires gaillacois mais aussi d'anciens joueurs professionnels comme Jean-Philippe Revallier.
Le demi-de-mêlée Sylvain Dupuy fait également ses premiers pas en équipe première et participe à l’accession à la Fédérale 1 pour la saison 2002-2003.
L'année suivante, c'est l'ailier du Castres olympique Marc Biboulet qui rejoint le club qui assure alors sa qualification.

#### Double champion de France Reichel B 2003 et 2004
La même année, les juniors Reichel B sont sacrés champions de France. Ils répèteront l’exploit en 2003 et 2004.

#### Demi-finaliste du championnat de Fédérale 1 2004 et 2005
L’équipe de l'UAG menée par Alain Gaillard est renforcé par l'arrivée notoire d'un adjoint Christophe Lucquiaud et de Laurent Labit, l'un ayant entraîné avec succès les deux autres au Castres olympique en championnat de France de première division dans les années 1990.
Éliminé deux fois en demi-finale, Gaillac échoue alors d’un rien pour l’accession à la Pro D2. L'UAG s'incline d’abord en 2004 contre le Stade bordelais à Marmande puis perd encore en 2005 contre l’US Colomiers lors des demi-finales aller-retour. 
L'UAG se renforce encore en recrutant le troisième ligne international Arnaud Costes de Clermont Auvergne et le centre écossais Martin Worthington venu de Montluçon rugby.

#### Vainqueur du Trophée Jean Prat 2006
La consécration arrive en 2006 à Lourdes. En effet, Gaillac remporte le Trophée Jean-Prat grâce à sa victoire contre l'USA Limoges (21-18) en finale grâce à un drop de l’ancien albigeois Patrice Giry dans les dernières secondes du match. 
La même année, Gaillac remporte le Challenge de l'Espérance contre Blagnac tandis que l'équipe réserve est également championne de France.
Le club évolue alors pour la première fois de son histoire en deuxième division professionnelle pour la saison 2006-2007 et se renforce alors avec notamment les arrivées de Andrew Walker, Fabrice Estebanez, Samuel Chinarro et le centre international Jean-Marc Aué.

#### Gaillac en Pro D2 (2006-2007)
L'UA Gaillac d'Alain Gaillard fait bonne figure en deuxième division et termine la saison à la dixième place. Mais c'est financièrement que l'UAG connait de grosses difficultés.

### Difficultés financières à la fin des années 2000

#### Fusion avec le SC Graulhet avortée, liquidation judiciaire et triple rétrogradation
Le club envisage un temps une fusion avec le club voisin de Graulhet.
Celle-ci n'aboutit pas et à l'issue de la saison, la Direction nationale d'aide et de contrôle de gestion (DNACG) décide de rétrograder Gaillac en Fédérale 3.
Le club est mis en liquidation judiciaire le 13 juillet 2007,.

#### Finaliste de Fédérale 3 2012
Durant la saison 2011-2012 le travail imposé par le duo d'entraîneurs et le sérieux des joueurs porte ses fruits : près de cent essais sont marqués tout au long de la saison. L'équipe arrive jusqu'en finale du championnat où elle s'incline face à l'entente du Bassin d'Arcachon. Ce parcours (deuxième sur les cent-soixante clubs engagés) assure néanmoins sa montée en fédérale 2.

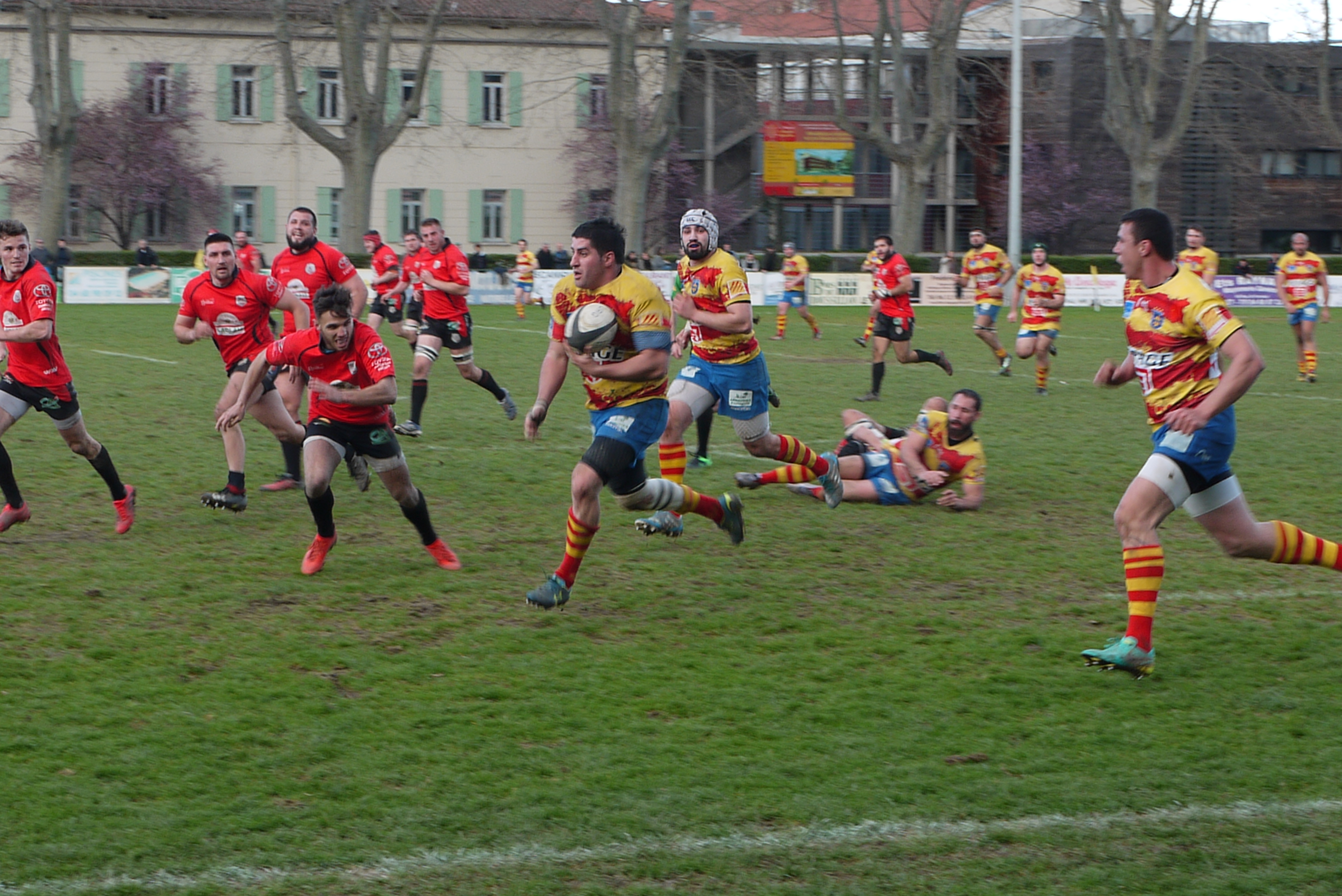
Match entre l'UAG et le Céret sportif en championnat de France de Fédérale 2 en 2017

### Gaillac en Fédérale 2 (2012-2023)
Gaillac évolue en Fédérale 2 pendant onze saisons entre 2012 et 2023.
Lors de la saison 2021-2022, l'UAG  est éliminé à domicile au stade Laborie-Bernard Laporte, en 32e de finale par Tricastin (10-16).

### Remontée de l'UAG en Fédérale 1 (depuis 2023)
En 2022-2023, Gaillac est premier de sa poule de Fédérale 2 avec 90 points devant Millau et Balma. En phase finale de Fédérale 2, les vignerons se qualifient pour les huitièmes de finale où Gaillac élimine Balma (27-25) et remonte en Fédérale 1. L'UAG élimine ensuite en quart-de-finale Saint-Jean-en-Royans (20-13) puis en demi-finale Rieumes (34-13) et s'incline en finale (17-6) contre l'AS Layrac.
En Fédérale 1, lors de la saison 2024-2025, Gaillac se qualifie en quart-de-finale contre l'US Seyne. Au match aller, dans une rencontre sous tention, les Tarnais s'imposent (19-13). Cependant, l'UAG est éliminé au match retour en s'inclinant dans le Var (45-25) -

## Identité visuelle

### Logo

Évolution du logo
Ancien logo.
Logo actuel.

## Palmarès

### Équipe masculine
- Championnat de France de deuxième division :
  - Finaliste (1) : 1968
- Trophée Jean-Prat :
  - Vainqueur (1) : 2006
- Championnat de France de Fédérale 2 :
  - Finaliste (1) : 2023
- Championnat de France de Fédérale 3 :
  - Finaliste (1) : 2012
- Challenge de l'Espérance :
  - Vainqueur (2) : 2005 et 2006.

### Stade Bernard Laporte

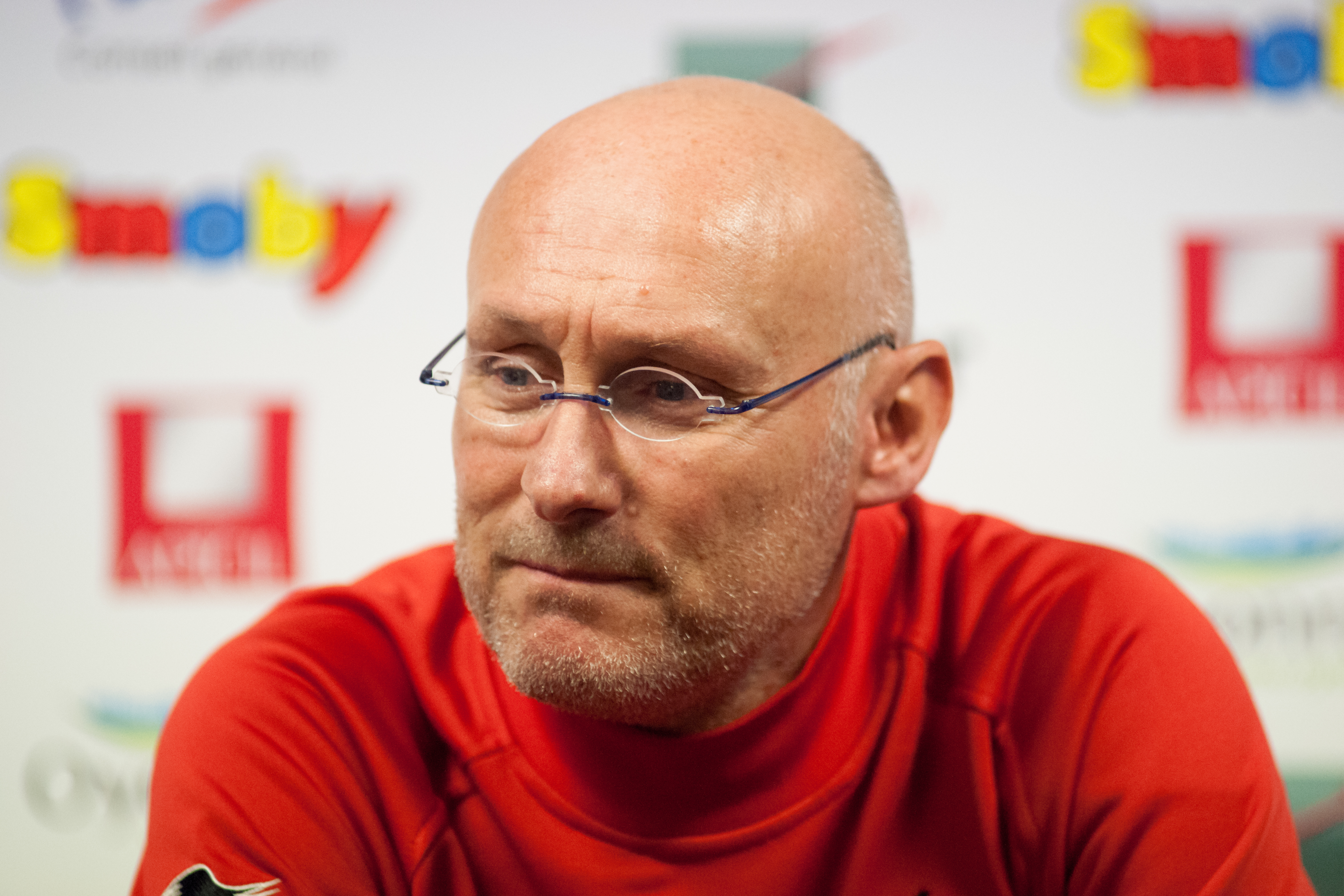
Bernard Laporte

### Équipes de jeunes
- Championnat de France cadets
  - Champion (1) : 2005
- Championnat Midi-Pyrénées
  - Champion Phliponeau (1) : 2017
  - Vice-Champion Phliponeau (1) : 2018
- Championnat Occitanie
  - Champion (1) : 2020

### Équipe féminine
- Championnat de France de Fédérale 1 féminine :
  - Championne (1) : 2014

## Les finales de l'UAG

### Championnats de France
| Compétition                          | Date         | Vainqueur                   | Score  | Finaliste   | Lieu                                 | Spectateurs |
| ------------------------------------ | ------------ | --------------------------- | ------ | ----------- | ------------------------------------ | ----------- |
| Championnat de France de Fédérale 3  | 14 mai 1961  | GS Figeac                   | 10 - 3 | UA Gaillac  | Stade Lucien Desprats, Cahors        | -           |
| Championnat de France de 2e division | 12 mai 1968  | Saint-Jean-de-Luz olympique | 12-6   | UA Gaillac  | Stade Jacques-Fouroux, Auch          | 1000        |
| Trophée Jean Prat                    | 18 juin 2006 | UA Gaillac                  | 21-18  | USA Limoges | Stade Antoine-Béguère, Lourdes       | 5000        |
| Championnat de France de Fédérale 3  | 24 juin 2012 | RC bassin d'Arcachon        | 12-9   | UA Gaillac  | Stade Max-Rousié, Villeneuve-sur-Lot | -           |
| Championnat de France de Fédérale 2  | 25 juin 2023 | AS Layrac rugby             | 17-6   | UA Gaillac  | Stade Marius-Lacoste, Fleurance      | 500         |

### Autres compétitions
| Compétition              | Date         | Vainqueur  | Score  | Finaliste       | Lieu                            | Spectateurs |
| ------------------------ | ------------ | ---------- | ------ | --------------- | ------------------------------- | ----------- |
| Challenge de l'Essor     | 15 mai 1966  | UA Gaillac | -      | Stade bagnérais | -                               | -           |
| Challenge de l'Essor     | 07 mai 1967  | UA Gaillac | 13 - 3 | US Bergerac     | Stade Lucien Desprats, Cahors   | -           |
| Challenge de l'espérance | 19 juin 2005 | UA Gaillac | 41-24  | US Colomiers    | Stade Marcel-Batignes, Graulhet | -           |
| Challenge de l'espérance | 2006         | UA Gaillac | 19-16  | Blagnac SCR     | Stade Marcel-Batignes, Graulhet | -           |

| Compétition                      | Date | Vainqueur  | Score  | Finaliste         | Lieu                | Spectateurs |
| -------------------------------- | ---- | ---------- | ------ | ----------------- | ------------------- | ----------- |
| Championnat de France Fédérale 1 | 2014 | UA Gaillac | 15 - 3 | Castres olympique | Stade Mazicou, Albi | 1 000       |

## Structures du club

### Équipe féminine

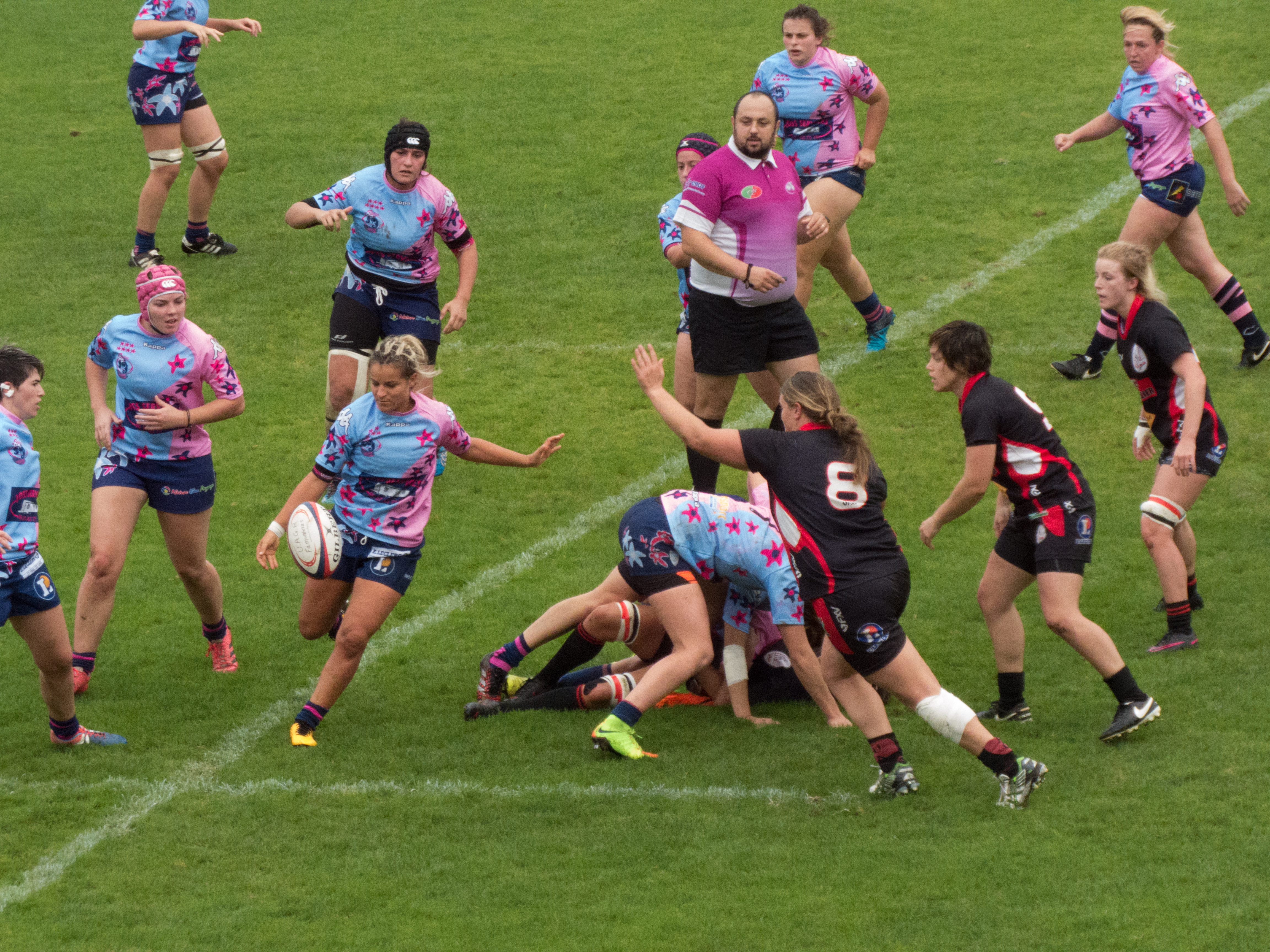
Match de Fédérale 1 féminine entre l'US Dax et l'UA Gaillac, en 10 2017.

Les féminines de l'UA Gaillac sont championnes de France de Fédérale 1 en 2014 après avoir battu le Castres olympique (15-3) à Albi.

## Personnalités du club

### Joueurs célèbres
- Paul Marchandeau
- Daniel Héricé
- Jean Pierre-Antoine
- Jean Mons
- Mathieu Bonello
- Daniel Revallier
- Vincent Moscato
- Jean-Philippe Revallier
- Laurent Labit
- Gérald Fabre
- Sébastien Carrat
- Jérôme Carrat
- Christophe Marth
- Jérôme Durand
- Christophe Lucquiaud
- Bernard Laporte[10]
- Arnaud Costes
- Frédéric Laluque
- Grégory Ségur
- Robins Tchale-Watchou
- Arsène Bernard N'Nomo
- Martin Worthington
- Andrew Walker
- Fabrice Estebanez
- Jean-Marc Aué
- Samuel Chinarro
- Tim Bowker
- Khrist Kopetzky
- Seti Filo
- Werner Loftus
- Sylvain Dupuy
- Frédéric Manca
- Christophe Debaty

### Entraîneurs
- Jérôme Arru
- Philippe Garrigues